# Haarlemmerliede
Haarlemmerliede est un village de la province de Hollande-Septentrionale aux Pays-Bas. Elle fait partie de la commune de Haarlemmermeer. Elle est située à 4 km de Haarlem. Il s'agit d'une commune indépdendante jusqu'en 1857, date à laquelle il fusionne avec Spaarnwoude pour former la commune de Haarlemmerliede en Spaarnwoude.
La population du district statistique (village et campagne environnante) de Haarlemmerliede est de 300 habitants environ (2005).